# Liên đoàn bóng đá Nga
Liên đoàn bóng đá Nga (tiếng Nga: Российский Футбольный Союз) là tổ chức quản lý, điều hành các hoạt động bóng đá ở Nga. Liên đoàn quản lý đội tuyển bóng đá quốc gia nam và nữ, tổ chức các giải bóng đá như vô địch quốc gia và cúp quốc gia. Liên đoàn bóng đá Nga gia nhập FIFA năm 1912 và UEFA năm 1992.
Do cuộc tấn công của Nga vào Ukraina năm 2022, FIFA và Liên đoàn bóng đá châu Âu (UEFA) đã đình chỉ các trận đấu của đội tuyển Nga, đồng thời, các câu lạc bộ hiện đang tham dự các giải đấu do UEFA và FIFA tổ chức cũng bị đình chỉ và không được tham dự.

## Chủ tịch

### Russian Football Union
- Vyacheslav Koloskov (8 February 1992 – 2 April 2005)
- Vitaly Mutko (2 April 2005 – 24 November 2009)
- Nikita Simonyan (24 November 2009 – 3 February 2010) (acting)
- Sergei Fursenko (3 February 2010 – 25 June 2012)
- Nikita Simonyan (25 June 2012 – 3 September 2012) (acting)
- Nikolai Tolstykh (3 September 2012 – 31 May 2015)
- Nikita Simonyan (31 May 2015 – 2 September 2015) (acting)
- Vitaly Mutko (2 September 2015 – 25 December 2017)
- Aleksandr Alayev (25 December 2017 – 19 December 2018) (acting)
- Sergey Pryadkin (19 December 2018 – 21 February 2019) (acting)
- Alexander Dyukov (22 February 2019 – present)